# Edwin Gordon
Edwin Elias Gordon (14. září 1927 Stamford, Connecticut – 4. prosince 2015 Mason City, Iowa) byl americký badatel, učitel, spisovatel, redaktor a přednášející v oblasti hudební výchovy.

## Život
Edwin E. Gordon byl badatel, učitel, spisovatel, redaktor a přednášející. Předtím, než se začal věnovat výzkumu v psychologii hudby, získal bakalářské a magisterské stupně v kontrabasu na Eastman School of Music. Hrál také na strunné nástroje a vystupoval s řadou orchestrů a souborů, včetně renomované skupiny Gene Krupa. Pokoušel se získat Ph.D. na Univerzitě v Iowě v roce 1958.
Jako profesor hudby působil na katedře pro výzkum hudební výchovy Carl E. Seashore na Temple University ve Filadelfii. Gordon vyučoval na univerzitě v Iowě a na státní univerzitě v New Yorku v Buffalu. Na univerzitě v Iowě se stal generálním redaktorem Studies in the Psychology of Music. Dr. Gordon byl naposledy zařazen do síně slávy MENC a současně byl profesorem hudby na Michiganské státní univerzitě. Od roku 1997 byl uznávaným profesorem v rezidenci na univerzitě v Jižní Karolíně.
Prostřednictvím rozsáhlého výzkumu se profesor Gordon významně podílel na studiu hudebních schopností, audiografie, teorie hudebního učení, tónových a rytmických vzorců a rozvoje hudby u kojenců a velmi malých dětí. V posledních letech zkoumal vývoj hudby u dětí od jednoho měsíce do osmnácti měsíců a vylepšoval tyto dovednosti u dětí od osmnácti měsíců do tří let. Tento výzkum se zaměřil na zkoumání úrovní teorie hudebního učení, stupňů a typů sluchových, vývojových a stabilizovaných hudebních schopností a rytmu v hudbě.
Národní asociace pro hudební výchovu (NAfME) oznámila, že Gordon byl vybrán jako Lowell Mason Fellow. Je to jedno z nejdůležitějších ocenění hudební výchovy a je určeno k rozpoznání úspěchů hudebních pedagogů, advokátů hudebního vzdělávání, politických vůdců, odborníků z průmyslu a dalších, kteří svým jedinečným způsobem přispěli k hudební výchově.
Gordonovo dílo bylo vylíčeno na národní a mezinárodní scéně na NBC Today Show v The New York Times, USA Today a v řadě evropských a asijských publikací. Prezentoval na seminářích a přednáškách po celém světě, naposledy v Německu, Belgii, Koreji, Polsku, Maďarsku, Portugalsku, Španělsku, Itálii, Slovensku, Anglii, Kanadě a Havaji. Publikoval také v mezinárodních výzkumných a odborných časopisech.

## Dílo
Je autorem šesti uznávaných testů hudebních schopností, stejně jako řady knih, článků a výzkumných monografií.
- Psychologie výuky hudby (The Psychology of Music Teaching)
- Sekvence učení v hudbě (Learning Sequences in Music)
- Úvod do výzkumu a psychologie hudby (Introduction to Research and the Psychology of Music)
- Rytmus: Kontrastní důsledky audiace a notace (Rhythm: Contrasting the Implications of Audiation and Notation)
- Teorie učení hudby pro novorozence a malé děti (A Music Learning Theory for Newborn and Young Children)

Napsal také mnoho monografií a je spoluautorem obecné hudební série Jump Right In: The Music Curriculum a Jump Right In: Instrumental Series.
Mezi sedmi standardizovanými testy, které vyvinul, patří Musical Aptitude Profile; the Primary, Intermediate, and Advanced Measure of Music Audiation the Iowa Tests of Music Literacy, the Instrument Timbre Preference Test; a the Harmonic and Rhythm Improvisation Readiness Records.

## Citát
"Hudba je jedinečná pro lidi. Stejně jako ostatní umění je hudba stejně zásadní jako jazyk lidského vývoje a existence. Prostřednictvím hudby dítě získává vhled do sebe, do ostatních a do života samotného. Možná je nejdůležitější, že je schopnější rozvíjet a udržovat si představivost. Bez hudby by byl život ponurý. Vzhledem k tomu, že den neprojde bez dětského naslouchání nebo součástí nějaké hudby, je pro dítě výhodou, jak rozumět hudbě co nejdokonaleji. V důsledku toho, jak stárne, se naučí ocenit, poslouchat a podílet se na hudbě, které on sám věří, že je dobrá. Kvůli takovému kulturnímu uvědomění bude mít jeho život pro něj smysl."